# Höhscheid
Höhscheid ist ein Stadtteil der bergischen Großstadt Solingen. Zusammen mit dem angrenzenden Stadtteil Burg bildet er den Stadtbezirk Burg/Höhscheid.

## Geographie

### Geografische Lage
Höhscheid liegt im Nordwesten der Bergischen Hochflächen am Übergang vom Ohligser Terrassenriedel zur Solinger Hochfläche auf dem von Südwest nach Nordost gerichteten Höhenrücken auf etwa 160 bis 206 Meter über Normalhöhennull. Die weilerartige Besiedelung hat sich über die Jahrhunderte von den Terrassenhängen auf die Hochfläche entlang von Neuenkamper, Berger- und Neuenhofer Straße verlagert.:1
Der heutige Stadtteil Höhscheid liegt im Süden Solingens und erstreckt sich von den Ausläufern der Innenstadt bis in die Höhenlagen oberhalb der Wupper. Im Norden grenzt Höhscheid an den Stadtbezirk Solingen-Mitte, im Osten befindet sich der Stadtteil Burg, südlich der Ortsteil Widdert und im Westen der Stadtbezirk Ohligs/Aufderhöhe/Merscheid. Im Süden befindet sich außerdem die Stadtgrenze zu Leichlingen, die durch die Wupper gebildet wird.
Höhscheid ist geprägt durch seine Bachtäler, die die einzelnen Höhenrücken, auf denen der Stadtteil Höhscheid heute dichter besiedelt ist, voneinander trennen. Die vier größten Täler sind das Nacker, das Pilghauser, das Höhscheider und das Weinsberger Bachtal.

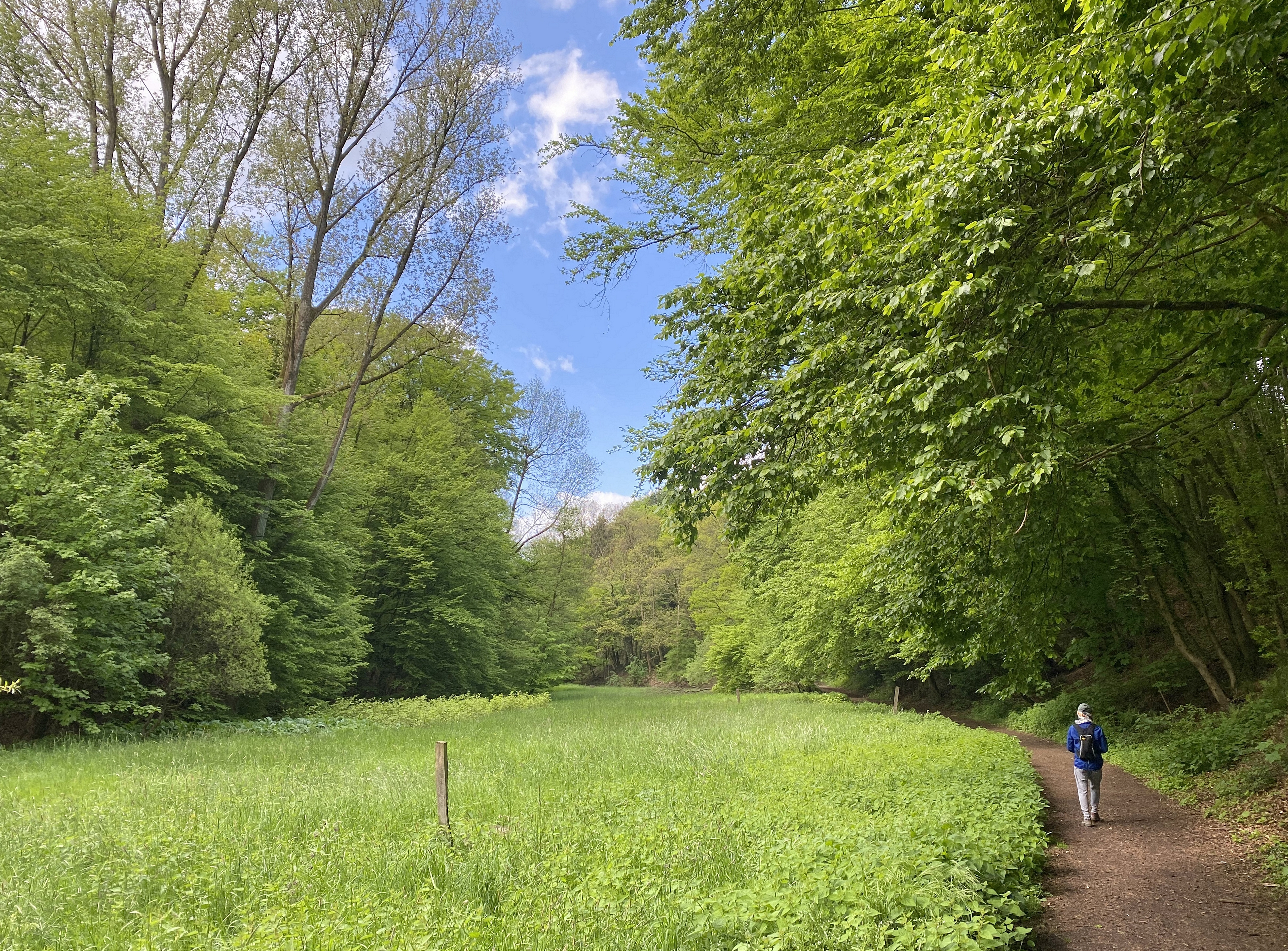
Pilghauser Bachtal
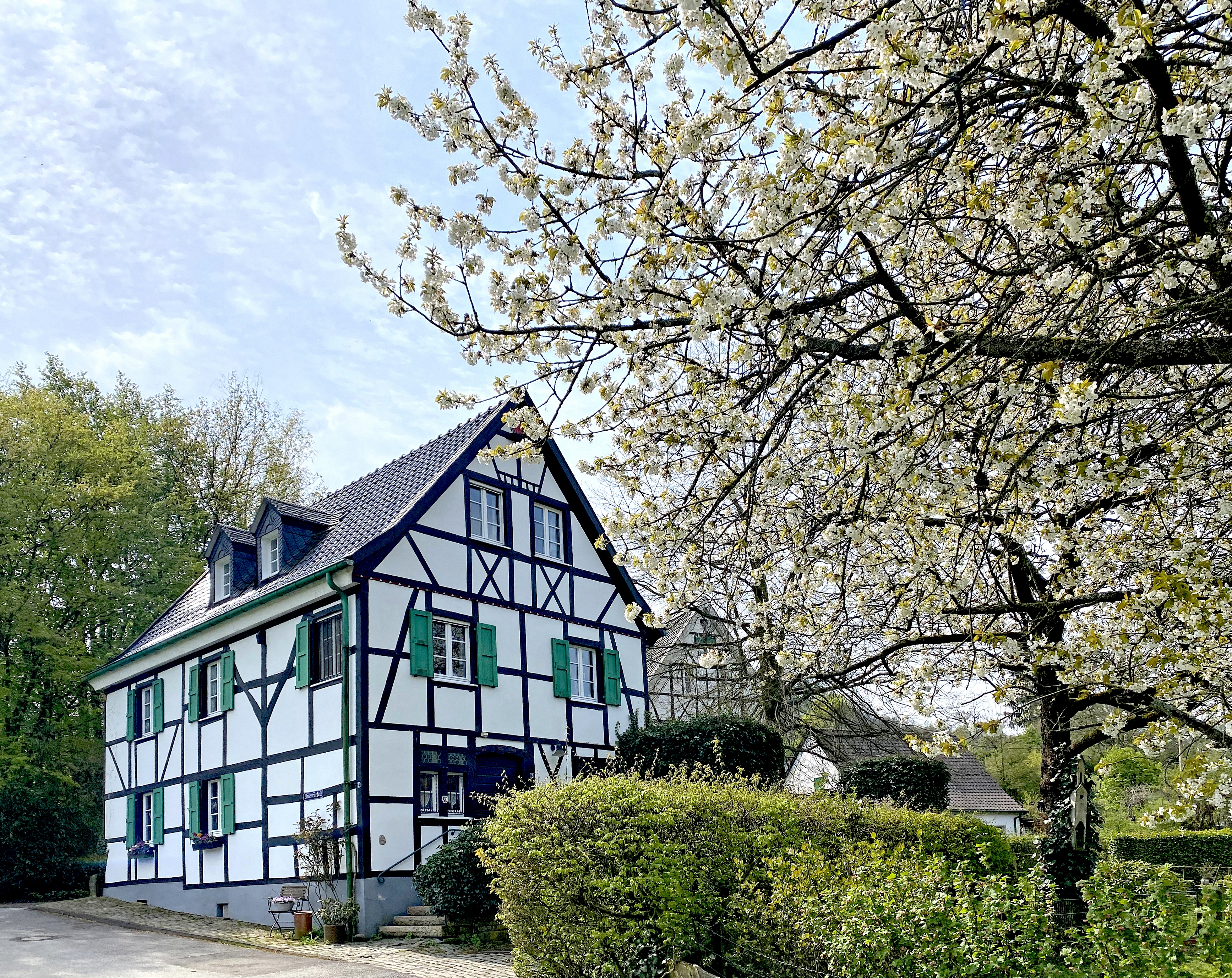
Frühling in Untenfürkelt im Weinsberger Bachtal
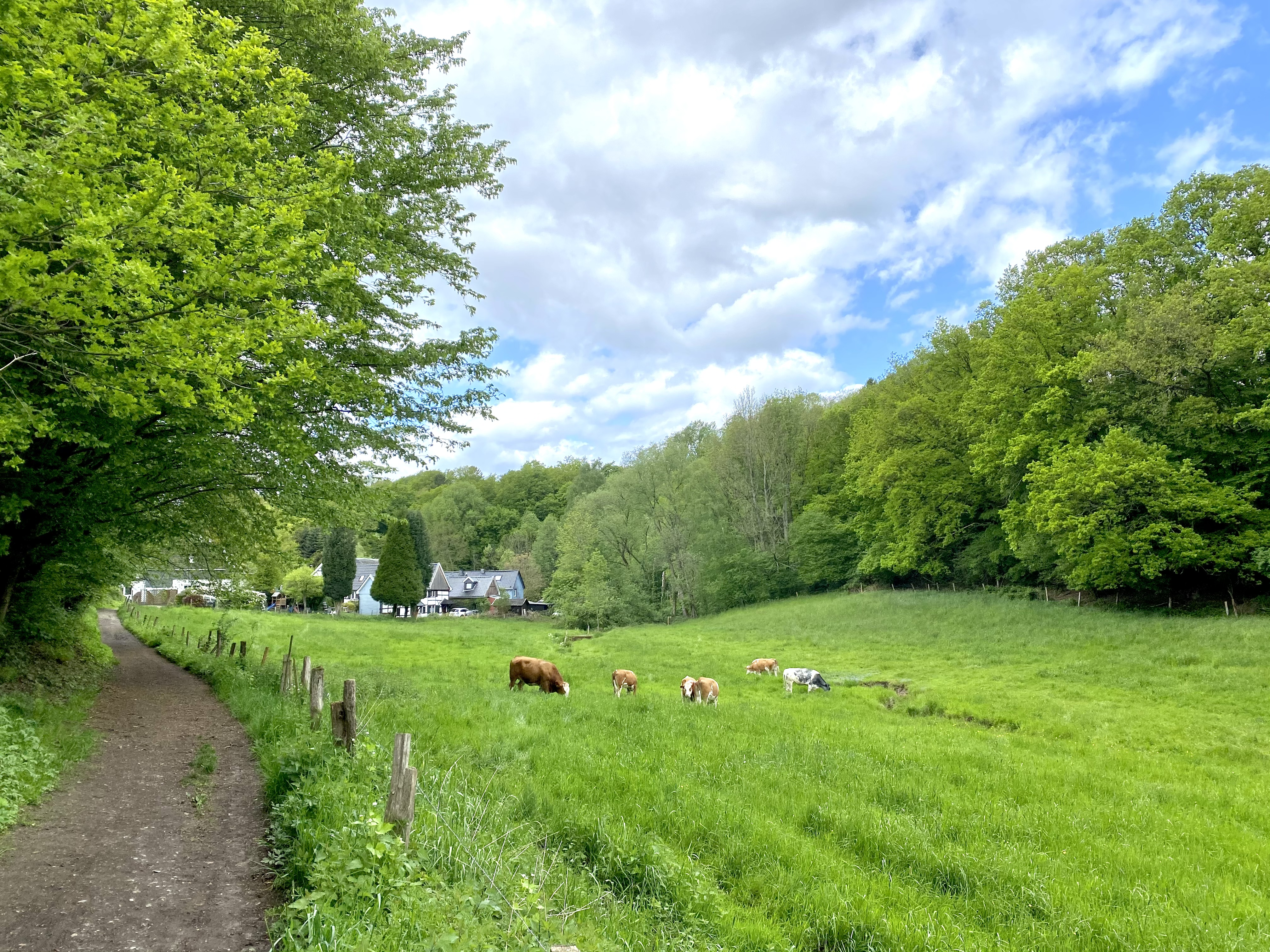
Nacker Bachtal

### Stadtteilgliederung und Wohnplätze
Höhscheid weist durch seine Topographie eine zersplitterte Bebauung auf. Seinen historisch bedingten Siedlungskern bildet der Peter-Höfer-Platz, benannt nach einem Höhscheider Bürgermeister, außerdem die Bundesstraße 229 – als Neuenhofer und Grünewalder Straße bezeichnet –, die den Platz mit der Solinger Innenstadt verbindet. Abseits dieser Hauptverkehrsachse befinden sich, häufig in den Bachtälern, bis heute traditionelle bergischen Hofschaften. Zu diesen zählen:
I., II., III. Balkhausen, Erf, Glüder, Grünewald, Haasenmühle, I., II., III. Hästen, Hingenberg, Höhmannsberg, Kohlsberg, Lindenhof, Neuenhaus, Obenkatternberg, Obenpilghausen, Obenweeg, Pfaffenberg, Platzhof, Schlicken, Unnersberg, Untenkatternberg, Untenpilghausen, Untenweeg, Wippe
Hinzu kommen weitere Siedlungen und Wohnlagen. Darunter sind unter anderem die Spar- und Bauvereinssiedlung am Weegerhof und jene am Böckerhof. Große Teile der Bevölkerung Höhscheids leben überdies im Viertel rund um Bismarck- und Bülowplatz sowie in den Siedlungen am Vockert und am Höhscheider Hof bzw. der Bauermannskulle.

## Etymologie
Das Wort Höhscheid bezeichnet wohl eine in der Höhe gelegene Grenze oder Wasserscheide. Der Flurname -scheid kommt vielfach in Solingen vor. Wahrscheinlich bildeten die Bachtäler im Stadtgebiet natürliche Grenzen oder Grenzverläufe.

## Geschichte

### Vorgeschichte
Das Gebiet des heutigen Stadtteils Höhscheid war Fundort nur weniger vorgeschichtlicher Einzelfunde. Diese erschöpfen sich in einem jungsteinzeitlichen Einzelfund am Irler Hof südlich der Straße von Kohlsberg nach Höhscheid sowie einem anderen in der Nähe von Michelshäuschen im Pilghauser Bachtal.:1

### Siedlungsursprünge bis 17. Jahrhundert

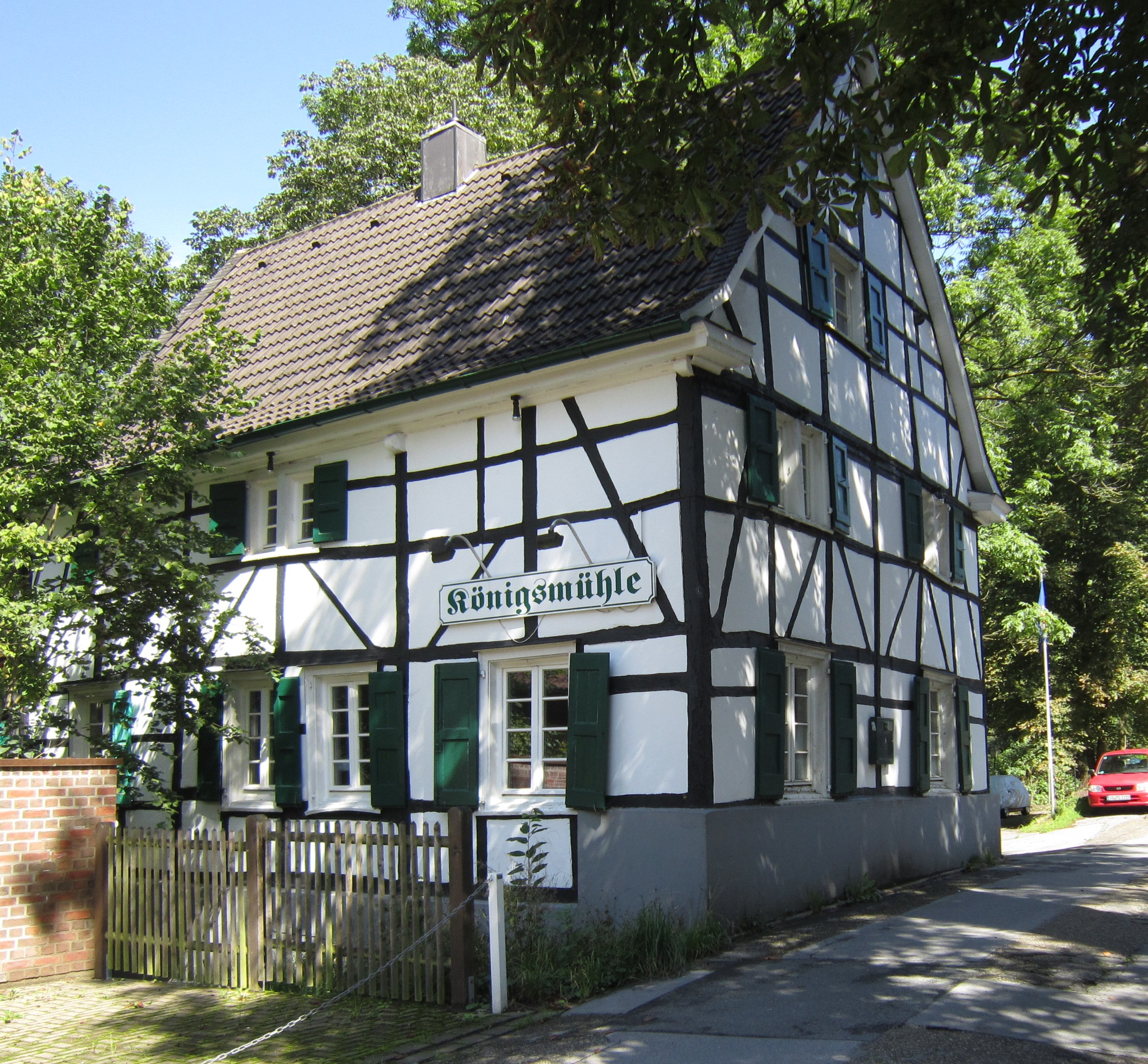
Eine der zahlreichen Mühlen im Stadtgebiet: Die Königsmühle

Im Raum Höhscheid reichen die Siedlungsanfänge vermutlich bis in das 10. Jahrhundert zurück. Wie in der gesamten Region war auch im Höhscheider Raum zunächst die sogenannte Einzelhofbesiedlung üblich, die sich an dazu geeigneten Stellen weilerartig verdichtete. Die für die spätere Stadt namensgebenden Gehöfte, der Höhscheider Hof sowie die Hofschaften Unten-, Mittel- und Obenhöhscheid, haben ihre Ursprünge vermutlich im Mittelalter. Der Hofschaftsname Höhscheid könnte als de Hesceidhe erstmals schon im Jahre 1189 erwähnt worden sein.:1ff. Von 1363 bis 1803 gehörte der Hof Höhscheid zur Zisterzienser-Abtei Altenberg, woher sich der im Volksmund gebräuchliche Name „Pfaffenhof“ herleitet.
Zahlreiche Bäche im Einflussgebiet begünstigten die Errichtung vieler Schleifkotten im Höhscheider Raum. So war es vor allem die Wasserkraft, die die Grundlage dafür bildete, dass Höhscheid sich wirtschaftlich rasch entwickeln konnte und zu einigem Wohlstand kam. Die bis zur Mitte des 19. Jahrhunderts größeren Dorfschaften mit mehr als 100 Einwohnern entstanden wegen des an die Wasserkraft gebundenen Klingengewerbes vor allem in der Nähe der Schleifkotten auf den Höhenzügen oder an den Hängen der Bachtäler. Besonders viele lagen bei Widdert, Katternberg oder Pilghausen, wo die Nähe zur Stadt Solingen die Ansiedlung begünstigt haben wird.
Der größte Teil des Höhscheider Raums hat zum Zehntbezirk des Solinger Fronhofes gehört und war mithin seit dem Jahre 1363 dem Kloster Altenberg zehntpflichtig, das heißt die Pächter der Höfe hatten jährlich ein Zehntel ihres Ertrages an den jeweiligen Kellner zu liefern. Der Liber decimarum (das Altenberger Zehntregister) von 1488 zählt etwa 50 zehntpflichtige Höfe im Höhscheider Raum auf. Die Einteilung des Höhscheider Gebietes in Honschaften ist spätestens 1545 erfolgt. Seit dem 16. Jahrhundert dienten diese als Steuer- und Schatzbezirke unterhalb der Kirchspielsebene.:5f.

### 18. Jahrhundert
Ab der ersten Hälfte des 18. Jahrhunderts fanden im Höhscheider Raum vermehrt Siedlungsgründungen oder -verdichtungen an günstigen Straßenverbindungen statt, so etwa im Falle der Höfe Lindenhof, Neuenhaus und mittelbar auch Hingenberg an der zwischen 1752 und 1754 gebauten Neuen Rheinstraße.
Beim Bau der Neuen Rheinstraße stießen Arbeiter im sogenannten Bellinghauser Tal zwischen Untenhöhscheid und Neuenhaus beim Herausbrechen von Schottersteinen auf Bleierz. Der Bürgermeister Johann Knecht bewarb sich als erster um Mutung, er erhielt sie am 5. September 1754. Die Grube wurde jedoch wegen des Siebenjährigen Krieges zunächst nicht erschlossen. Erst am 6. November 1773 bildete sich ein Konsortium aus Höhscheider Persönlichkeiten, die die Mutung für die Grube schließlich erwarben und die Grube Das Kleeblatt tauften. Die Rechtsstreitigkeiten mit dem Pächter des Höhscheider Hofes, auf dessen Gelände die Grube lag, zogen sich bis 1794 hin und konnten mit einem Vergleich geklärt werden. Da keine Schmelzhütte vor Ort zur Verfügung stand, wurde das Bleierz über Hitdorf nach Rotterdam verschifft, wo es mit dem Porzellanfabrikanten van de Pott einen Abnehmer fand. In den ersten zehn Jahren ihres Betriebs brachte die Grube gute Gewinne. Als Holland die Einfuhrzölle erhöhte, gründete das Konsortium bei Brücke eine eigene Schmelzhütte, die sich bereits nach einem Jahr amortisierte. Die Erzgewinnung entpuppte sich jedoch als von Jahr zu Jahr schwieriger, die Anlage neuer Stollen als sehr teuer. Die Bleierzförderung wurde schließlich im Jahre 1811 eingestellt.:138–143

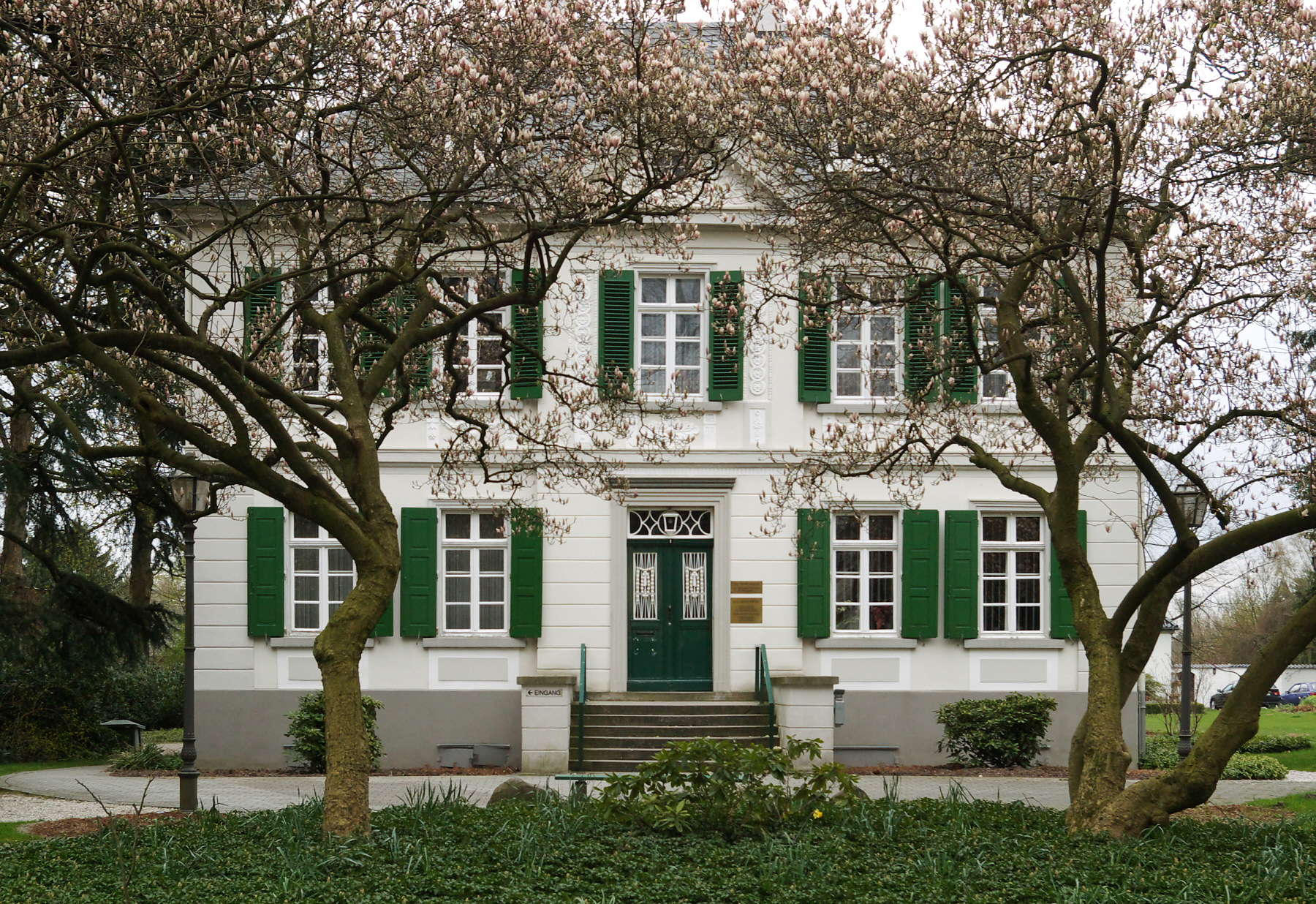
Haus Kirschheide

In der zweiten Hälfte des 18. Jahrhunderts entstanden an der Kirschheide in Höhscheid zwei repräsentative Wohnhäuser auf gegenüberliegenden Grundstücken. Die sogenannte Blaue Seite der Kirschheide, ein stattliches bergisches Schieferhaus im Barockstil, entstand im Jahre 1771. Das Haus fiel 1908 einem Brand zum Opfer und wurde daraufhin niedergelegt. An seiner Stelle entstand die Villa Lindenhof, die später unter anderem die Familienbildungsstätte beherbergte. Die sogenannte Weiße Seite der Kirschheide, das heutige Haus Kirschheide, wurde als frühklassizistische Villa in krassem stilistischen Gegensatz zur Blauen Seite der Kirschheide zwischen 1782 und 1785 errichtet. Das Haus fungierte zunächst als Wohnsitz eines lokalen Fabrikanten.

### 19. Jahrhundert

Stadtgrenzen (bis 1929), heute Gemarkungsgrenzen in Solingen

Im Jahre 1808 wurde unter französischer Besatzung die Mairie Höhscheid mit etwa 4.000 Einwohnern gegründet. Das Gemeindegebiet entstand nach Grenzregulierungen mit den Nachbargemeinden Dorp, Wald und Solingen aus den Honschaften Widdert, Höhscheid, Katternberg und Rupelrath sowie Teilen der Honschaften Hackhausen, Barl und Richrath.:1 Höhscheid wurde somit gemessen an der Fläche und an der Einwohnerzahl zu einer sehr großen Gemeinde verglichen mit den anderen auf heutigem Solinger Gebiet. Es war Napoleon, der bestimmt hatte, dass keine der neu zu bildenden Gemeinden mehr als 60 Minuten im Durchmesser und nicht mehr als ungefähr 3.000 Einwohner haben sollte. Der französische Herrscher machte jedoch im Hinblick auf die wirtschaftlichen Verhältnisse der Gemeinde im Falle Höhscheids eine Ausnahme.

Der Versuch der Gemeinde Solingen, sich mit Höhscheid und Dorp zu vereinigen, scheitert im Jahre 1814. Nach dem Rückzug der Franzosen übernahm im Rheinland Preußen die Herrschaft.

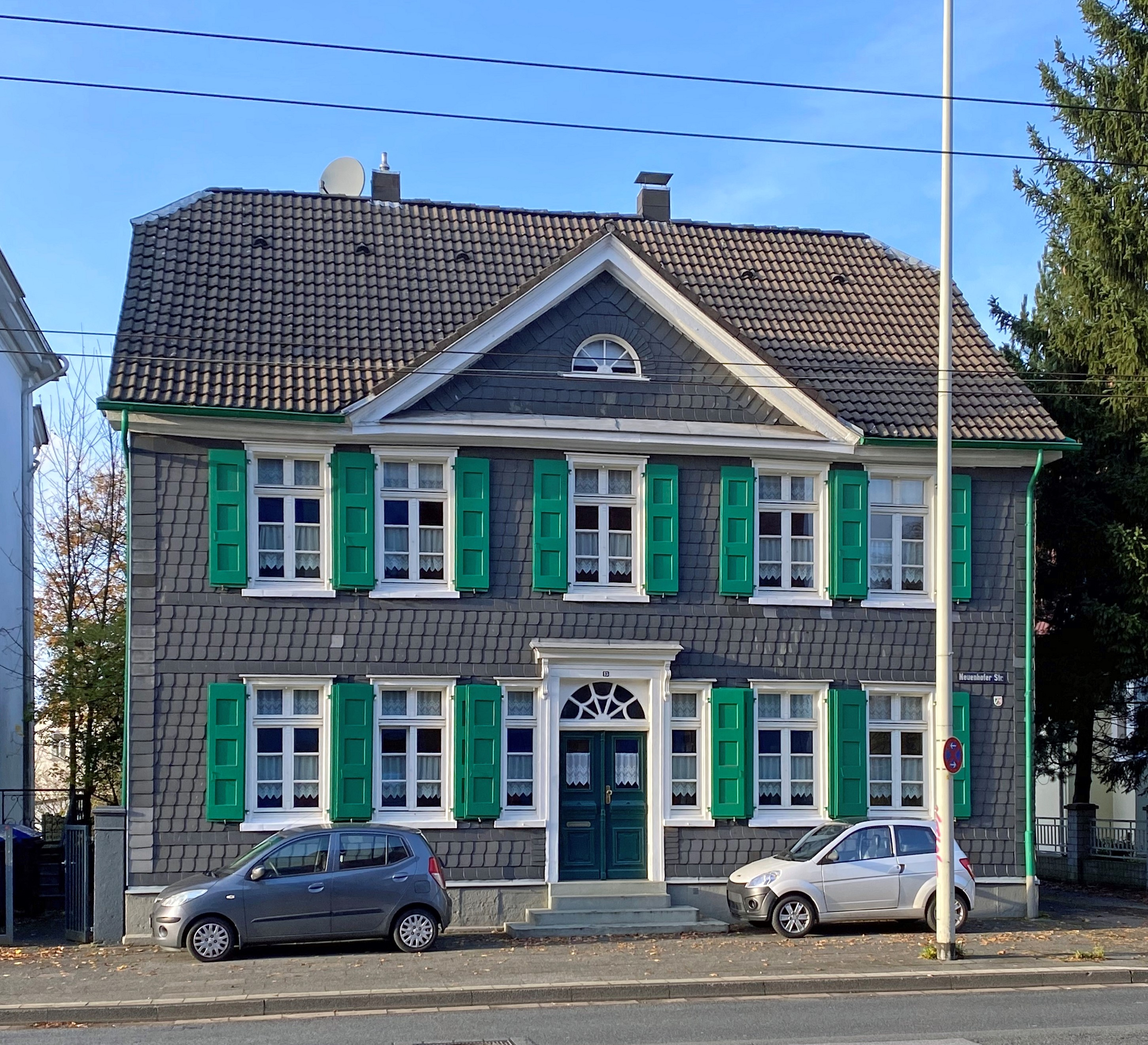
Erstes Rathaus der ehem. Stadt Höhscheid (erbaut 1830)

 1816 wurden so aus den Mairien die Bürgermeistereien. In der so neu geschaffenen Bürgermeisterei Höhscheid gab es zu dieser Zeit insgesamt 91 Ortschaften. Im Jahre 1820 und noch einmal 1829/1832 fanden zwischen der Bürgermeisterei Höhscheid und ihren Nachbargemeinden Grenzregulierungen statt. Das Stadtrecht nach der Preußischen Städteordnung erhielt Höhscheid am 24. September 1856.:2ff.
Im Jahre 1832 war die Bürgermeisterei Höhscheid in die nachfolgenden Honschaften eingeteilt::5
| - Widdert mit 14 Hofschaften/Wohnplätzen - Katternberg mit 39 Hofschaften/Wohnplätzen | - Höhscheid mit 22 Hofschaften/Wohnplätzen - Rupelrath mit 29 Hofschaften/Wohnplätzen |

Das Höhscheider Bleibergwerk nahm noch einmal 1861 seinen Betrieb auf und stand diesmal unter der Leitung von Carl Hartkopf zu Katternberg. Der Grube gab er den Namen Julie. Damit das Wasser abfließen konnte, grub man unter der Landstraße einen 2.000 Fuß langen Stollen in das Pilghauser Tal. Aufgrund von Unrentabilität wurde der Grubenbetrieb im Jahre 1889 wieder eingestellt. Für die Geschichte des Bergbaus auf heutigem Solinger Gebiet war nur jener Bleierzabbau am Kleeblatt von wirtschaftlicher Relevanz.:138–143

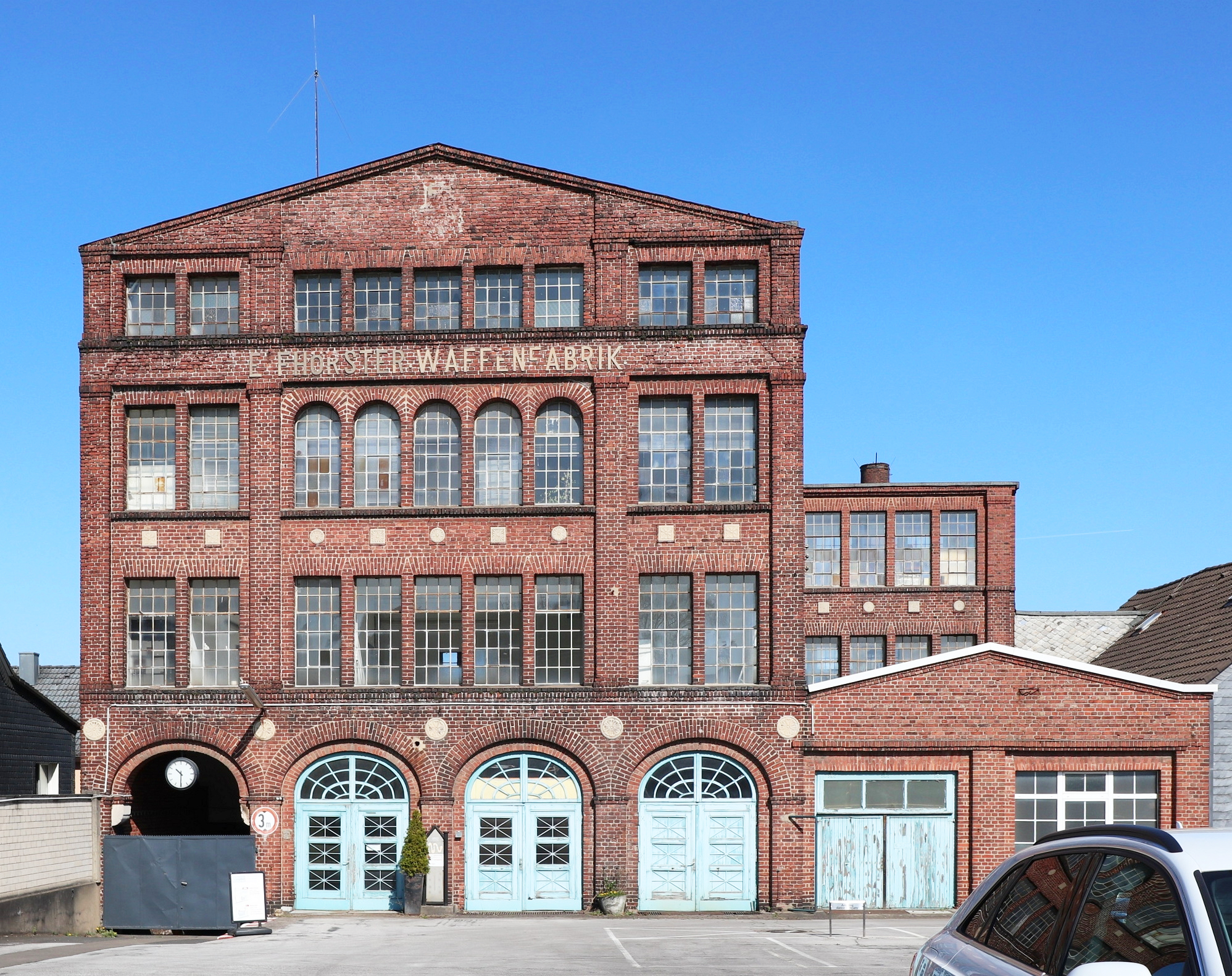
Ehemalige Waffenfabrik Hörster am Katternberg

Wirtschaftlich galt Höhscheid in vorindustrieller Zeit aufgrund der vielen Schleifkotten als äußerst wohlhabende Gemeinde. Anders als die meisten anderen ehemals eigenständigen Städte auf dem heutigen Solinger Gebiet erhielt Höhscheid jedoch zunächst keinen Anschluss an den Eisenbahnverkehr. Die durch die Industrialisierung bedingte Entwicklung vom Schleifkotten hin zu Dampfschleifereien fand in Höhscheid aufgrund des fehlenden Gleisanschlusses darum nur in begrenztem Maße statt. Dennoch blühten einige Unternehmen in dieser Zeit auf, so etwa die Messerfabriken Zwilling J. A. Henckels oder Friedrich Abraham Herder Sohn, da diese ihre Produktionsflächen von Höhscheid aus an den Stadtrand der Gemeinde verlagerten. Weil die Fabriken zum Teil auf Solinger Gebiet standen, flossen die Steuern der Großunternehmen auch in nennenswerten Teilen der Stadt Solingen zu.:29f.

Die von 1864 bis 1867 errichtete Bahnstrecke zwischen Köln und Gruiten der Bergisch-Märkischen Eisenbahn-Gesellschaft führte bei Landwehr auch über Höhscheider Stadtgebiet. Nach jahrzehntelangen Bemühungen der Höhscheider Stadtverordneten gelang es schließlich 1894, in Landwehr einen Bahnhaltepunkt einzurichten. Weit abseits des Stadtkerns und nur vom Personenverkehr bedient, war der Nutzen des Haltepunkts für die Höhscheider Wirtschaft äußerst begrenzt.:1f.

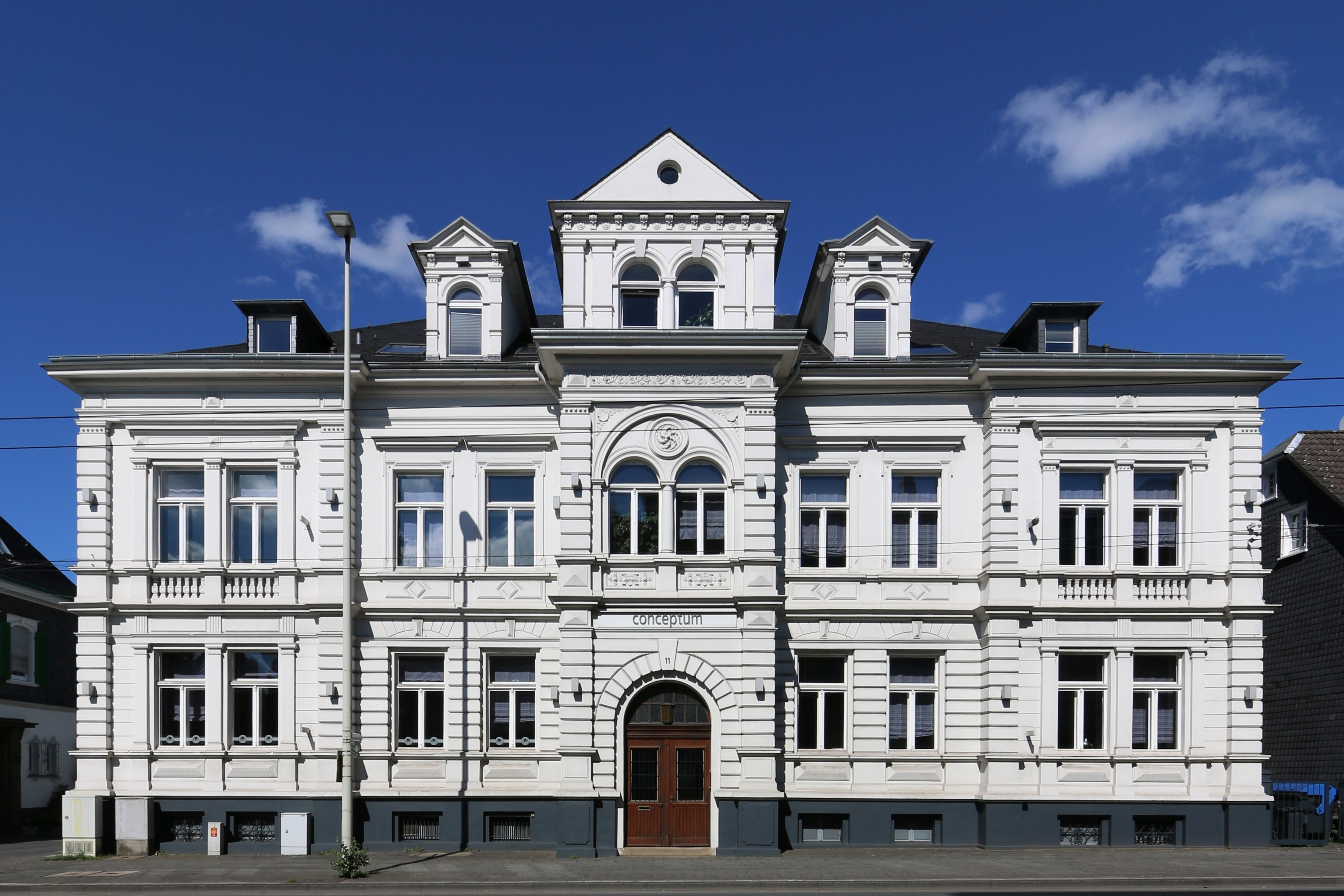
Rathaus Höhscheid

Von 1892 bis 1893 wurde das Höhscheider Rathaus am Anfang der Neuenhofer Straße errichtet. Es löste das daneben stehende Schieferhaus als Rathaus ab. Im Jahre 1895 wies das Höhscheider Gebiet eine Größe von 2.066,8 Hektar auf.
Die Siedlungsentwicklung in Höhscheid tendierte ab der zweiten Hälfte des 19. Jahrhunderts immer mehr in Richtung der Stadt Solingen und Aufderhöhe, das zu dieser Zeit zum großen Teil zu Höhscheid gehörte. Bis zum Ende des 19. Jahrhunderts entstanden im Raum Hingenberg, Neuenhof, Lindenhof und Kirschheide einige repräsentative Fabrikantenwohnhäuser. Die Stadt Höhscheid unternahm am Ende des 19. Jahrhunderts den Versuch, um das Rathaus und den Höhscheider Platz an der Morgen-, Mittag- und Abendstraße ein repräsentatives Stadtzentrum zu errichten. Dies konnte jedoch die Siedlungsverdichtung in Aufderhöhe und in Richtung Solingen nicht aufhalten. Ein wirkliches Stadtzentrum hat sich in Höhscheid daher nie herausgebildet. Im Jahre 1898 wurde Höhscheid an die Straßenbahn nach Solingen angeschlossen.:1f.

### 20. Jahrhundert bis heute
Noch bis in das 20. Jahrhundert hinein hatte die Stadt Höhscheid überwiegend ländlichen Charakter. Noch im Jahre 1890 bestand die Stadt Höhscheid aus 132 vielfach über das gesamte Stadtgebiet verstreut liegenden Wohnplätzen.:29
Die Gemeinden des oberen Kreises Solingen, namentlich Gräfrath, Wald, Ohligs und Solingen fusionierten mit Höhscheid am 1. August 1929 zu einer neuen Großstadt Solingen. Schärfster Gegner dieser Vereinigung war Ohligs gewesen. Doch der Kampf unter dem letzten Ohligser Ratsherrn und Bürgermeister Paul Sauerbrey war vergeblich und der Preußische Landtag beschloss schließlich die Städtevereinigung.:392ff.

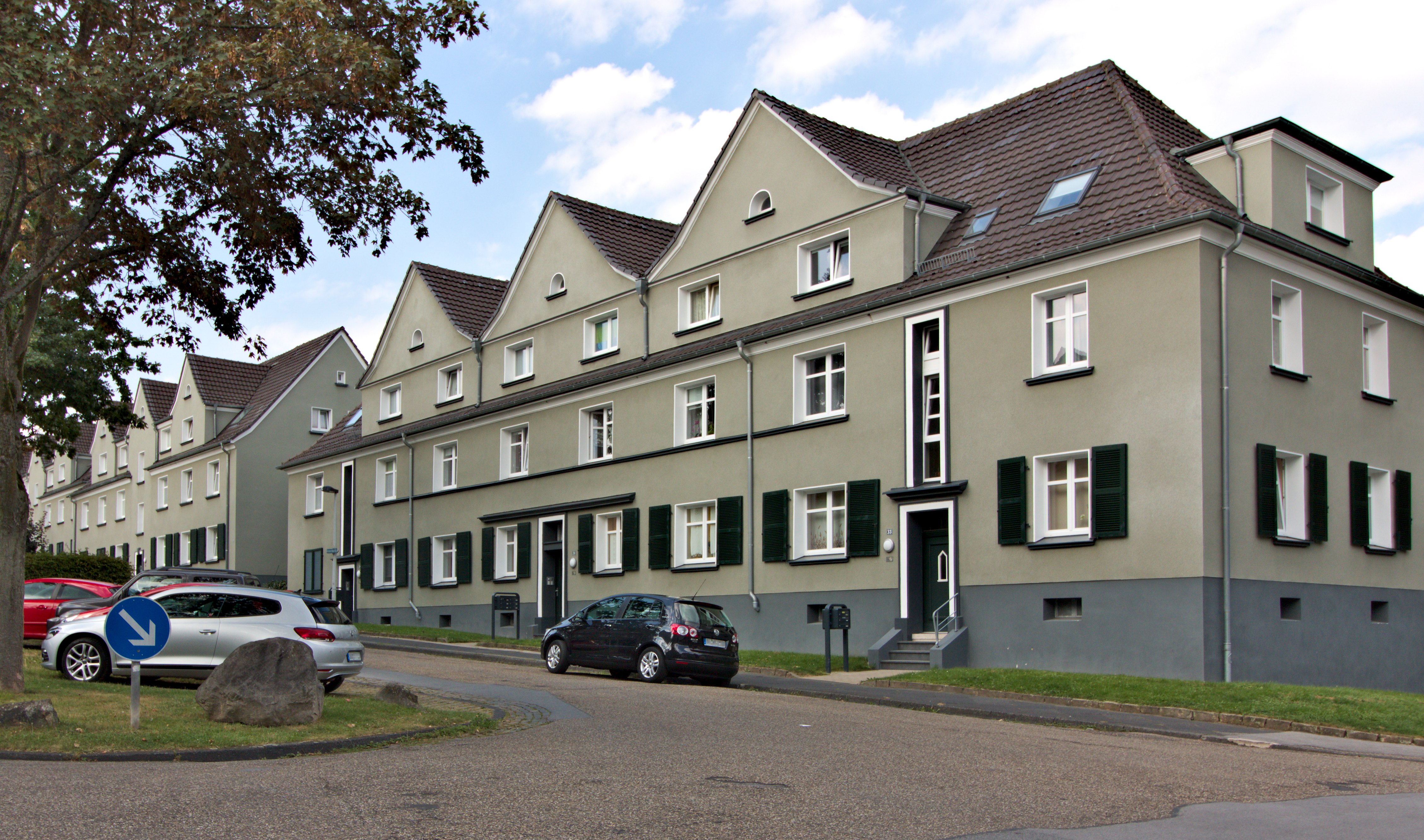
Siedlung Weegerhof

In den 1920er und 1930er Jahren veränderte vor allem der Solinger Spar- und Bauverein das Gesicht von Höhscheid. Unter anderem mit den Wohnsiedlungen am Weegerhof (1927–1930) und am Böckerhof (1930–1933), die auf ehemaligen Ackerflächen entstanden, schuf der Spar- und Bauverein praktisch neue Stadtteile im Grenzgebiet zwischen Solingen und Höhscheid. Am 22. Juni 1935 wurde das Denkmal des sogenannten Kleinen Kaisers am Peter-Höfer-Platz entfernt, das um 1890 aufgestellt worden war. Es wurde durch ein „zeitgemäßes“ Kriegerdenkmal für die gefallenen Soldaten des Ersten Weltkrieges ersetzt, das der Solinger Bildhauer Harry Stratmann entworfen hatte und das im Jahre 1937 eingeweiht wurde. Mitte der 1930er Jahre wurde westlich von Höhscheid die Bundesautobahn 3 gebaut, die bei Ohligs auch über Solinger Stadtgebiet führt. Im Jahre 1936 wurde in Langenfeld-Wiescheid die Anschlussstelle Solingen eröffnet.:1
Im Zweiten Weltkrieg blieb Höhscheid bei den Luftangriffen auf Solingen, anders als der Solinger Stadtkern, weitgehend verschont. Dies war auch der Grund dafür, dass große Teile der Solinger Bevölkerung nach den verheerenden Bombenangriffen auf die Solinger Altstadt am 4. und 5. November 1944 in Höhscheid Unterschlupf suchten, wodurch die Einwohnerzahl Höhscheids nach dem Zweiten Weltkrieg erst einmal stark anstieg.
Im Jahre 1962 wurde der Bahnhaltepunkt in Landwehr aufgrund rückläufiger Fahrgastzahlen stillgelegt. 1977 wurde der Peter-Höfer-Platz umgestaltet und in diesem Zuge auch verkehrsberuhigt. Zur Einweihung des Platzes am 17. September 1977 erschien auch der damalige Bundespräsident und gebürtige Höhscheider Walter Scheel.:53

### Wappen und Siegel
Obwohl Höhscheid bereits 1856 die Stadtrechte erhielt, besaß es nie ein Wappen, sondern nur ein Siegel. Das hier gezeigte Wappen ist lediglich ein Entwurf, der aus dem Siegel der Stadt Höhscheid abgeleitet wurde. Letzteres wird wie folgt beschrieben:
„Über drei Hügeln (Dreiberg) eine wachsende (aufgehende) Sonnenscheibe mit 15 Strahlen.“
Es symbolisiert die hügelige Lage Höhscheids im Bergischen Land sowie den wirtschaftlichen Aufstieg (aufgehende Sonne) der Stadt. Die drei Türme, die das projektierte Wappen krönen, symbolisieren den Status Höhscheids als Kleinstadt.

## Bevölkerung
Die Einwohner- und Häuserzahlen von Höhscheid in ausgewählten Jahren nach Gründung der Bürgermeisterei stellen sich wie folgt dar::7
| Jahr | Einwohnerzahl | Häuserzahl | Bezug           |
| ---- | ------------- | ---------- | --------------- |
| 1816 | 4.054         | 643        | Bürgermeisterei |
| 1828 | 4.926         |            | Bürgermeisterei |
| 1832 | 5.108         | 753        | Bürgermeisterei |
| 1843 | 6.119         | 852        | Bürgermeisterei |
| 1871 | 9.635         | 1.252      | Stadt           |
| 1895 | 12.841        | 1.779      | Stadt           |
| 1928 | 15.747        |            | Stadt           |
| 1961 | 25.856        | 3.871      | Stadtteil       |
| 1970 | 21.825        |            | Stadtteil       |

## Kultur und Sehenswürdigkeiten

### Schleifkotten

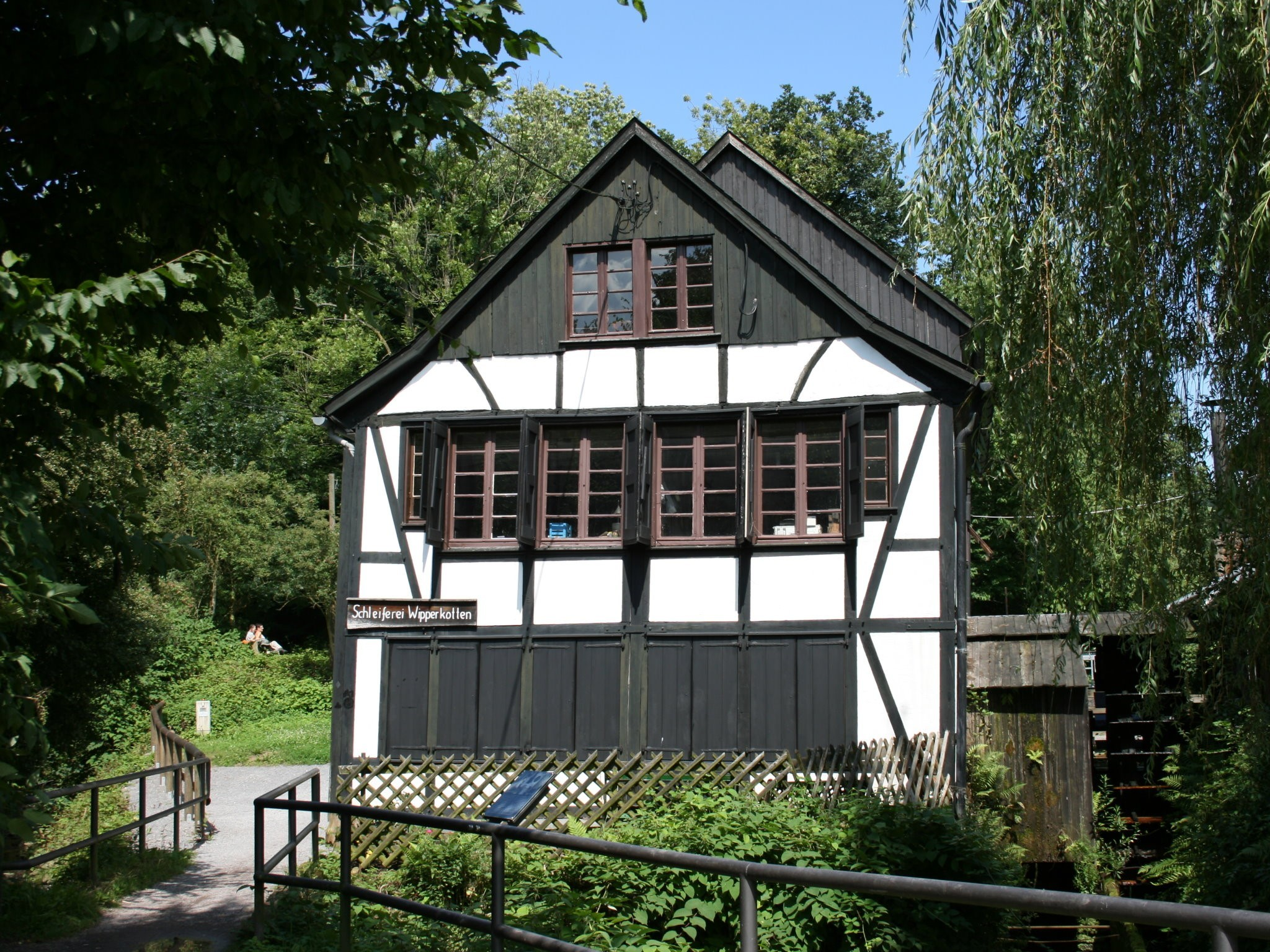
Wipperkotten

Darüber hinaus befinden sich in Höhscheid zwei heute als Museum genutzte, restaurierte Schleifkotten, die als Denkmäler Solinger Industriegeschichte fungieren. Zum einen existiert der Wipperkotten als letzter noch erhaltener Doppelkotten an der Wupper. Wupperaufwärts, in acht Kilometer Entfernung, befindet sich der Balkhauser Kotten, das zweite Schleifermuseum Solingens.

### Villen
Zu den bekanntesten Sehenswürdigkeiten Höhscheids zählt vor allem das seit 1993 als Standesamt genutzte Haus Kirschheide. Es handelt sich dabei um eine frühklassizistische Villa, die in den Jahren von 1782 bis 1785 an der heutigen Neuenhofer Straße erbaut wurde. Sie reiht sich ein in zahlreiche weitere, pittoreske Villen an der Straße, so etwa die Villa Lindenhof, das Gebäude der ehemaligen Familienbildungsstätte schräg gegenüber von Haus Kirschheide.

### Waschhaus Weegerhof

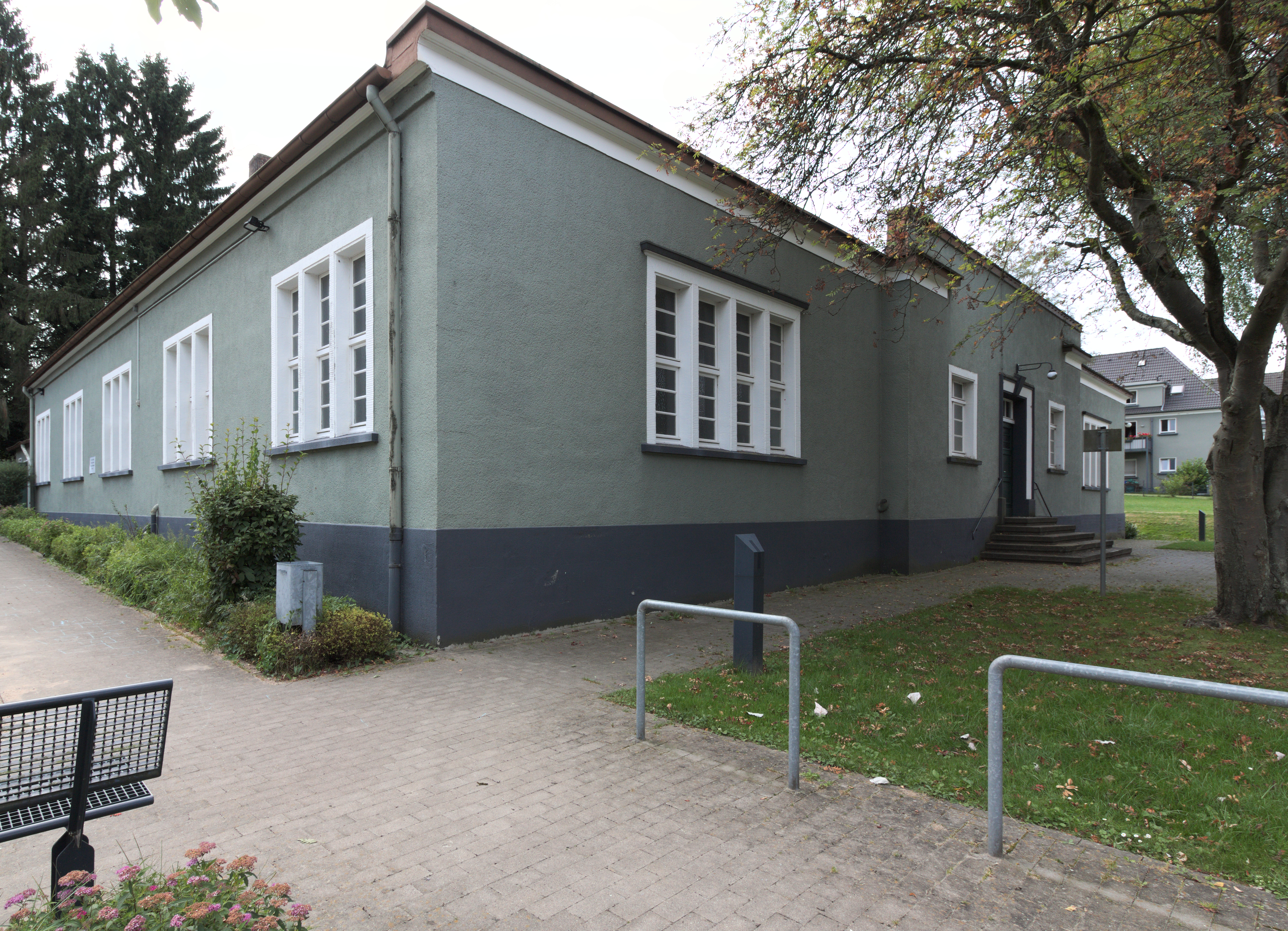
Waschhaus Weegerhof

In der Siedlung Weegerhof des Spar- und Bauvereins Solingen befindet sich ein denkmalgeschütztes ehemaliges Waschhaus, das noch aus der Erbauungszeit der Siedlung in den 1920er Jahren stammt. Mit originaler Innenausstattung wird es heute als Museum Waschhaus Weegerhof betrieben.

## Persönlichkeiten

### Bürgermeister (der ehemaligen Stadt Höhscheid)
Folgende Persönlichkeiten übten in der Bürgermeisterei und späteren Stadt Höhscheid bis 1929 das Amt des Bürgermeisters aus:
- Johann Peter Becher, Bürgermeister (1808–1816)
- Johann Peter Kaiser, Bürgermeister (1816–1819)
- Johann Peter Höfer (1773–1852), Bürgermeister (1821–1849)
- Peter Daniel Berger (1804–1873), Bürgermeister (1849–1873)
- Josef Pütz, Bürgermeister (1873–1881)
- Louis Gläßner (1844–1920), Bürgermeister (1881–1911)
- Hugo Pohlig, Bürgermeister (1911–1929)

In der Zeit zwischen dem Tod des Bürgermeisters Becher und dem Amtsantritt des Bürgermeisters Kaiser verwaltete der Beigeordnete Tesche die Gemeinde. In den knapp zwei Jahren zwischen dem 30. August 1819 und dem 25. August 1821 wurden die Verwaltungsgeschäfte vom Beigeordneten Kaiser geführt. Am 25. August 1821 wurde an seiner Stelle der Sekretär Höfer zum Beigeordneten ernannt und ihm die Verwaltung des Bürgermeisteramtes übertragen. Am 1. April 1823 wurde dieser kommissarischer Bürgermeister.
Als Bürgermeister Pütz am 1. Februar 1881 aus seinem Amt ausschied, übernahm Hauptmann a. D. Ernst von Arnim die kommissarische Verwaltung. Sie wurde am 1. August 1881 dem Beigeordneten August Neeff übertragen, bis am 8. September 1881 der neue Bürgermeister Gläßner die Geschäfte übernahm.

### Söhne und Töchter der Stadt

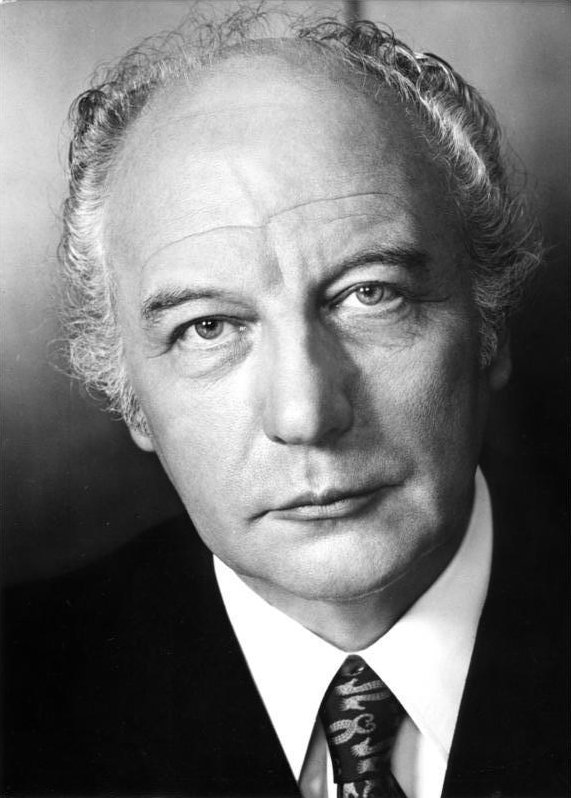
Walter Scheel

- August Preusse (1908–1942), Maler und Graphiker
- Walter Scheel (1919–2016), FDP-Politiker, Bundesminister von 1964 bis 1974, zudem von 1969 bis 1974 Vizekanzler und Bundespräsident von 1974 bis 1979
- Bettina Heinen-Ayech (1937–2020), Malerin und Publizistin